# Abagrotis erratica
Abagrotis erratica är en fjärilsart som beskrevs av Smith 1890. Abagrotis erratica ingår i släktet Abagrotis och familjen nattflyn. Inga underarter finns listade i Catalogue of Life.